# آگوستین پاردیا
آگوستین پاردیا (اسپانیایی: Agustín Pardella‎؛ زادهٔ ۱۲ ژانویهٔ ۱۹۹۴) بازیگر، خواننده، آهنگساز، موسیقی‌دان و گیتارنواز اهل آرژانتین است. او کار بازیگری را از سن یازده سالگی آغاز کرد و بابت نقش‌آفرینی‌هایش نامزد دریافت جایزهٔ کرکس سیمین بهترین بازیگر جدید از انجمن منتقدان فیلم آرژانتین و همچنین برندهٔ جایزهٔ بهترین بازیگر جوان در جشنواره فیلم گرامادو شد. در «جشنوارهٔ سینمایی تاندیل سینه» نیز وی موفق به کسب «دیپلم افتخار هیئت داوران» و «جایزهٔ پاتاکون بهترین بازیگر مرد» گردید.
از فیلم‌ها یا برنامه‌های تلویزیونی که وی در آن نقش داشته است، می‌توان به کلبه دریا، فرانسیس: برایم دعا کن، انجمن برف اشاره کرد.